# Clive Aslet
Clive Aslet, född 1955, är en brittisk redaktör, författare och debattör som bland annat engagerar sig i landsbygdsfrågor. Karriären inleddes med studier i arkitektur vid  Peterhouse, Cambridge. Efter examen fick han 1977 anställning som skribent på tidskriften Country Life, som han arbetat för sedan dess både som skribent och som redaktör. 1997 fick han utmärkelsen årets redaktör (Editer of the Year). Förutom arbetet med tidskriften har han också skrivit flera böcker, skrivit för tidningar som The Daily Telegraph, The Daily Mail och The Sunday Times och medverkat i radio och TV.